# Васильевка (Задонский район)
Васильевка — упразднённая в 1987 году деревня в Задонском районе Липецкой области России. На момент упразднения входила в состав Хмелинецкого сельсовета.

## География
Располагалась на левом берегу реки Чичора (приток реки Дон), на расстоянии примерно (по прямой) в 2,5 км к северо-западу от села Липовка.

## История
По данным на 1932 год деревня входила в состав Липовского сельсовета Задонского района Центрально-Чернозёмной области.
Исключена из учётных данных в июле 1987 года.

## Население
По данным на 1932 год в деревне проживало 358 человек.